# Antoine Audet
Antoine Audet (8 décembre 1846 – 14 juin 1915) fut un agriculteur et un homme politique canadien. Il fut élu à la Chambre des communes de 1887 à 1891 dans la circonscription fédérale de Shefford.

## Biographie
Né à Boucherville dans le Canada-Est, il entama sa carrière politique en devenant député du Parti conservateur dans la circonscription fédérale de Shefford en 1887. Il ne se représenta pas en 1891, ce qui marqua l'hégémonie du Parti libéral du Canada dans la circonscription jusqu'en 1962.